# 名探偵失格な彼女
『名探偵失格な彼女』（めいたんていしっかくなかのじょ）は、著者伏見つかさのVA文庫にて発売されたライトノベル作品。
および同名のノベルゲーム作品。イラストは蓮見江蘭が担当する。
キネティックノベル化されており、issueの制作にて発売されている。歌はave;newが提供。VA文庫第一弾の作品。

## ストーリー
全寮制の高等学校、霧橋学園（きりはしがくえん）。自然に囲まれた学園を舞台に探偵活劇が繰り広げられる。学園の入学式の当日、学内に盗難予告が届いていた。橘木葉は門崎かれんに犯人として告発されてしまう。疑いを晴らすためにも、なし崩しではあるが木葉はかれんと行動を共にすることになる。

## 関連商品
- VA文庫『名探偵失格な彼女』（2008年10月31日、ISBN 978-4-8949-0621-1)
- キネティックノベル『名探偵失格な彼女』（2009年8月28日、Windows用）

## 備考
Lycee
シルバーブリッツのトレーディングカードゲーム、Lyceeに参戦している。
収録エキスパンションは、バージョンビジュアルアーツ6.0。